# Гъливеър
Гъливеър (на английски: GullivAir) е българска авиокомпания със седалище в София.
Получава лиценза за експлоатация от българските власти през септември 2020 г. и започва експлоатация с един самолет Еърбъс A330-200, наследен от частната пакистанска авиокомпания Shaheen Air, с чартърни услуги през есента на 2020 г. Започват редовни чартърни полети от България и Румъния на дълги разстояния до Доминиканската република и Малдивите от декември 2020 г. Кандидатства за осъществяване на полети до Ню Йорк, САЩ; Торонто, Канада; Делхи, Индия. Авиокомпанията обявява поетапно въвеждане на допълнителни самолети Еърбъс A330 и ATR 72. Гъливеър проявява интерес и за вътрешни полети от София до Русе.

## Дестинации
| Държава                | Град      |                |
| ---------------------- | --------- | -------------- |
| България               | София     | Хъб            |
| Доминиканска република | Ла Романа | Сезонен чартър |
| Малдиви                | Мале      | Сезонен чартър |
| Тайланд                | Пукет     | Сезонен чартър |

## Флота
Към февруари 2024 г. Гъливеър експлоатира следните самолети:
| Самолети        | Пътници | Регистрация на флота |
| --------------- | ------- | -------------------- |
| Airbus A330-200 | 240     | LZ-ONE               |
| Airbus A330-200 | 240     | LZ-AWY               |
| Airbus A330-200 | 240     | LZ-AWZ               |
| Airbus A330-200 | 300     | LZ-TWO               |

Преди авиокомпанията е използвала още два самолета Еърбъс А330 и 3 самолета ATR-72. Двата самолета А330 са купени от португалската авиокомпания HiFly. Единственият останал А330 (LZ-ONE) се намира на Летище Бургас. Очаква се авиокомпанията да придобие един самолет Еърбъс А330-200, който сега е във флота на Ер Лингус. 